# Lízina svatba
Lízina svatba (v anglickém originále Lisa's Wedding) je 19. díl 6. řady (celkem 122.) amerického animovaného seriálu Simpsonovi. Scénář napsal Ken Keeler a díl režírovala Susie Dietterová. V USA měl premiéru dne 19. března 1995 na stanici Fox Broadcasting Company a v Česku byl poprvé vysílán 11. března 1997 na stanici ČT1.

## Děj
Simpsonovi navštíví renesanční jarmark, kde Líza najde stánek s věštkyní. Jasnovidka tvrdí, že předpoví Líze budoucnost a poví jí příběh její pravé lásky. 
V roce 2010, 15 let v budoucnosti, se 23letá Líza seznámí se spolužákem z univerzity jménem Hugh Parkfield z Londýna. Dvojice se do sebe bláznivě zamiluje a brzy plánuje svatbu. Líza a Hugh odcestují do Springfieldu, kde plánují uspořádat svatbu. Marge je stále ženou v domácnosti, Bart je 25letý mladík, který pracuje jako dvakrát rozvedený odborník na demolice budov a plánuje jít studovat práva, Maggie je 16letá puberťačka, která zřejmě nikdy nezavře pusu, a Homer stále pracuje ve Springfieldské jaderné elektrárně (v sektoru 7G, jeho nadřízeným je Milhouse). Navzdory Líziným nadějím si Hugh s její rodinou nerozumí; obzvlášť ho vyděsí, když po něm Homer chce, aby si ve svatební den vzal manžetové knoflíčky s prasaty. 
Líza Hugha prosí, aby si manžetové knoflíčky vzal, a on souhlasí pod podmínkou, že Líza po svatbě rodinu opustí, protože se za ni hluboce stydí. Rozhořčená Líza trvá na tom, že si ho nemůže vzít, pokud nedokáže pochopit, že miluje navzdory jejich nedostatkům členy své rodiny, a svatbu odvolá. Hugh se vrací do Anglie a Lízu už nikdy neuvidí. 
V přítomnosti se Líza vyptává věštkyně na svou „pravou lásku“ a prozradí jí, že Líza sice bude mít pravou lásku, ale specializuje se na předpovídání osudových románků. Líza opustí stánek a najde svého otce, který jí nadšeně vypráví o svém dni na jarmarku.

## Produkce
S nápadem na tuto epizodu přišel James L. Brooks, který zavolal Davidu Mirkinovi a přednesl mu nápad, jak cestovat do budoucnosti a že Líza potká dokonalého muže, který ale na oplátku nemůže vystát její rodinu. Brooks věřil, že napsat tento díl bude náročné, a tak jej svěřil Gregu Danielsovi, jenž byl nadšený a řekl, že napsat ji bylo mnohem snazší a zábavnější, než se čekalo. Zápletka s Homerovými manžetovými knoflíčky nebyla v původním návrhu, byla přidána později, protože scenáristé měli pocit, že je potřeba něco, co by reprezentovalo Hughovo pohrdání rodinou Simpsonových. Závěrečnou znělku předělal Alf Clausen na „renesanční verzi“, včetně harfy.
Všechno v dílu muselo být předěláno, včetně kulis a všech postav, ve většině případů dospělí zestárli, ztěžkli, přibyly jim vrásky v obličeji a ubylo vlasů. U Homera byl redesign minimální, trochu ztěžknul, byl mu odstraněn jeden vlas a pod oko byla umístěna další linka. V budoucnosti má Líza nařasené špičaté vlasy, Marge o něco šedivější modré vlasy, Bart má linii vousů jako jeho otec, Homer je podsaditější a ještě plešatější, na hlavě má jen jeden vlas a ten, který ho obepíná, řídne a Krusty vypadá jako Groucho Marx. Noční obloha měla záměrně červenější barvu, což byl jemný vtípek o tom, že podle producentů bude svět v roce 2010 mnohem znečištěnější. Hlas Nancy Cartwrightové, dabérky Barta, byl počítačově o několik tónů snížen.
Jedná se o první z pěti dílu s tematikou budoucnosti. Následovaly díly Nebárt se budoucnosti (11. řada), Futu-drama (16. řada), Duch Vánoc příštích (23. řada) a Budoucí budoucnost (25. řada).

## Kulturní odkazy
V epizodě je zmíněno „40 klasických filmů s Jimem Carreym v hlavní roli“. Podle Davida Mirkina se jedná o vtip o tom, jak „obrovské“ byly Carreyho filmy v té době a jak si jako herec nezískával příliš velký respekt. Zvuky auta jsou stejné jako ty používané v The Jetsons. Zápěstní komunikátory používají stejné zvuky jako komunikátory ve Star Treku. V této epizodě jsou ve verzi budoucnosti zřejmě tři hlavní americké televizní sítě koupeny společností ABC a sloučeny do CNNBCBS. Hugh Parkfield je parodií na anglického herce Hugha Granta. Začátek románku Lízy a Hugha je podobný tomu z filmu Love Story z roku 1970. Osud Martina Prince je parodií na Fantoma opery. Píseň, kterou hraje na varhany, je variací na „A Fifth of Beethoven“ od Waltera Murphyho, diskotékovou verzi Beethovenovy „Symfonie č. 5“ c moll. Hugh se zmiňuje, že on a Líza jsou „oba naprosto bez humoru, co se týče našeho vegetariánství“; v jednom z následujících dílů, Líza vegetariánkou, se Líza skutečně stane vegetariánkou a zůstane jí i v dalších epizodách.

## Přijetí

### Kritika
Díl získal v roce 1995 cenu Emmy za vynikající animovaný pořad, a stal se tak třetí epizodou Simpsonových, která v této kategorii zvítězila. Tato epizoda je oblíbenou epizodou Jamese L. Brookse, jenž ji považuje za jeden z nejlépe napsaných dílů a řadí ji na špičku mezi díly Simpsonových. Lízina svatba je díky svým emocím často srovnávána s epizodou Lízin let do nebe ze 2. řady. Vysokoškolské noviny Quindecim sestavily vlastní žebříček 25 nejlepších dílu, v němž Lízinu svatbu označily za nejlepší epizodu seriálu Simpsonovi. Kritizovali také časopis Entertainment Weekly za to, že tuto epizodu a Lízin let do nebe vynechal ze svého seznamu 25 nejlepších dílů, a uvedli, že je to „totéž jako vynechat Sixtinskou kapli ze seznamu Michelangelových nejlepších děl“, a dodali: „Tyto epizody jsou nejen skvěle vtipné, ale patří i k nejskutečněji dojemným příběhům v celém seriálu.“.
Mandyho Patinkina v roli Hugha považuje Chris Turner ve své knize Planet Simpson za jednoho z nejlepších hostů Simpsonových, když uvádí, že mnoho z nejlepších hostujících hvězd Simpsonových byly méně známé celebrity. V článku z roku 2008 časopis Entertainment Weekly označil Patinkina za jednu z 16 nejlepších hostujících hvězd Simpsonových. V roce 1998 díl časopis TV Guide zařadil na první místo v seznamu 12 nejlepších epizod a označil jej za „přední příklad toho, co dělá epizodu Simpsonových funkční“. V roce 2007 epizodu deník The Daily Telegraph charakterizoval jako jeden z 10 nejlepších dílů Simpsonových.
Dne 1. srpna 2010, v den Líziny svatby v dílu, bylo jméno „Líza Simpsonová“ trendovým tématem na Twitteru. Většina uživatelů Twitteru, kteří její jméno tweetovali, jí přála šťastný svatební den.

### Sledovanost
V původním vysílání se Lízina svatba umístila na 52. místě ve sledovanosti v týdnu od 13. do 19. března 1995 s ratingem Nielsenu 9,1, což odpovídá přibližně 8,7 milionu diváckých domácností. Po seriálech Beverly Hills 90210 a Melrose Place se jednalo o třetí nejsledovanější pořad stanice Fox v daném týdnu.